# Institutionelle Anomietheorie
Die Institutionelle Anomietheorie (IAT) ist eine strukturfunktionalistische Theorie zur Erklärung von Kriminalität, die an die Anomietheorien von Émile Durkheim und Robert K. Merton anschließt. Sie wurde von Steven F. Messner und Richard Rosenfeld konzipiert. Laut IAT ist Kriminalität eine indirekte Folge der Überbewertung ökonomischen Denkens in der Gesellschaft.

## Kriminalitätsfördernde Folgen ökonomischer Dominanz
Laut IAT ist Gesellschaft in vier Strukturbereiche untergliedert:
- Familie (Gesellschaftliche Funktionen: Reproduktion, Pflege/Unterstützung hilfebedürftiger Personen)
- Bildung (Gesellschaftliche Funktionen: Vermittlung von Normen und Werten)
- Politik (Gesellschaftliche Funktion: Überwachung, Steuerung kollektiver Ziele)
- Ökonomie (Gesellschaftliche Funktion: Produktion und Verteilung wirtschaftlicher Güter)

Das institutionelle Ungleichgewicht drückt sich dadurch aus, dass nichtökonomische Rollen und Funktionen entwertet werden, dass Anpassung an ökonomische Erfordernisse weit über die wirtschaftliche Sphäre hinaus verlangt wird und dass ökonomische Standards auch zu Standards der nichtökonomischen Institutionen werden. Damit kommt es zu einer Abnahme der sozialen Kontrolle und einer Zunahme der Kriminalität.
Messner und Rosenfeld beschreiben drei Merkmale der kriminalitätsfördernden Entwicklung: 
- Devaluation (Entwertung dessen, was nicht in Verbindung mit Geld steht, etwa von Bildung Abstand nehmen)
- Accommodation (Sektoren, die nicht mit Ökonomie in Berührung kommen, werden nach wirtschaftlichen Effizienzkriterien bewertet).
- Penetration (Durchdringung nicht ökonomischer Bereich mit der Sprache und Logik ökonomischer Effizienz).

Menschen, die die so definierten gesellschaftlichen Ziele nicht erreichen können, haben gemäß dem klassischen Anomie-Ansatz eine größere Kriminalitätsneigung. Um den „amerikanischen Traum“ bzw. wirtschaftlichen Erfolg zu realisieren, wird auf illegale Mittel zurückgegriffen, wenn konventionelle Mittel nicht zur Verfügung stehen. Das muss nicht auf Eigentumsdelikte beschränkt sein, denn nicht gewährte Anerkennung kann auch physisch (durch Gewalttaten) erreicht werden.
Strategien zur Kriminalitätsreduzierung sind der IAT entsprechend eine umfassende soziale Sicherung (Sozialhilfe, Rente, Pensionen, gut ausgebautes Gesundheitssystem), wodurch ein niedrigerer ökonomischer Status weniger anomischen Druck auslöst. Zudem könne durch politische und massenmediale Betonung der Sektoren Familie, Bildung und Politik die Überbetonung des Wirtschaftssektors abgeschwächt werden.